# Harry Leupold

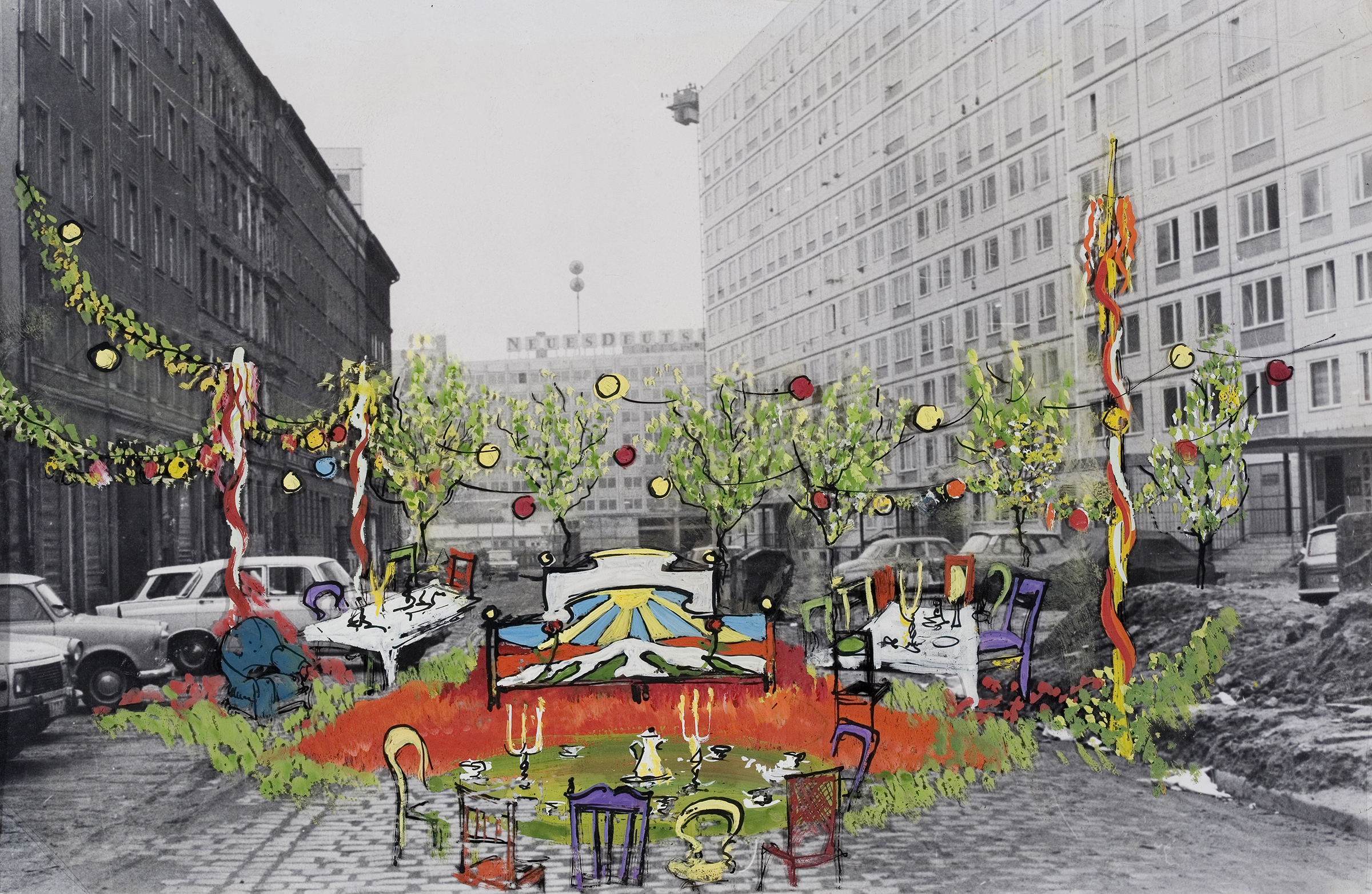
Harry Leupold Entwurf 1973: Die Legende von Paul und Paula, Reproduktion Matthias Leupold, Der Entwurf wurde nicht realisiert

Harry Leupold (* 16. Juni 1928 in Dresden; † 3. April 2013 in Berlin) war ein deutscher Szenen- und Bühnenbildner, der von 1965 bis 1990 für etwa 50 Spielfilme der DEFA die Szenographien erarbeitete, darunter 1973 der Kultfilm Die Legende von Paul und Paula.

## Leben
Eltern: Linda Leupold (1901–1982) und Alfred Leupold (1894–1942). Nach einer Lehre als Dekorationsmaler in Dresden von 1942 bis 1945 und einer Gesellenzeit auf der Insel Reichenau kam Harry Leupold in der Landesoper Dresden von 1948 bis 1950 in Kontakt zum Theater und zum Thema der Inszenierung. Seiner zeichnerischen Begabung folgend absolvierte er zunächst ein Abendstudium an der Hochschule für Bildende Künste in Dresden, bevor er von 1953 bis 1958 an der Hochschule für bildende und angewandte Kunst, Berlin-Weißensee studierte, Fachrichtung Bühnenbild bei Heinrich Kilger.
Im Laufe des Studiums, das in eine der Glanzzeiten Berliner Theatergeschichte fiel, besuchte er Aufführungen an den Theatern in beiden Teilen der Stadt, so im Deutschen Theater, an Bertolt Brechts Berliner Ensemble, in der Komischen Oper und der Städtischen Oper. An der Staatsoper und in den Werkstätten des Deutschen Theaters absolvierte er mehrere Praktika und so wurde er Zeuge bei der Entstehung der stilprägenden Inszenierungen seiner Zeit.
Harry Leupold lebte ab 1953 in Berlin, Prenzlauer Berg sowie in Erkner bei Berlin und war seit 1958 mit Willfriede Leupold (geb. Lotz, 1922–2012, Modegestalterin) verheiratet. Das Paar bekam drei Kinder, einen Sohn, Matthias Leupold, Berliner Fotograf und Dokumentarfilmer, (geb. 1959) und 1961 zwei Töchter.
In den Jahren 1958 bis 1963 war Leupold für das Brandenburger Theater und das Staatstheater Schwerin als Bühnenbildner tätig. 1965 begann Leupold im DEFA-Studio für Spielfilme als Filmszenenbildner zu arbeiten, zunächst als Assistent von Alfred Hirschmeier. Ab 1966 betreute er eigenständig Spielfilmproduktionen und Fernsehfilme. Harry Leupold hat u. a. mit den DEFA-Regisseuren Frank Beyer, Helmut Dziuba, Günter Reisch, Günther Rücker, Gunther Scholz, Herrmann Zschoche zusammengearbeitet. Am Erfolg des Spielfilmes Die Legende von Paul und Paula, 1973, Regie Heiner Carow, hatte Harry Leupold wesentlichen Anteil. Innerhalb der Retrospektive Rebel with a Cause: The Cinema of East Germany im Museum of Modern Art wurden 2005 Die Legende von Paul und Paula und Jahrgang 45 in New York gezeigt.
Mehrere internationale Koproduktionen des DEFA-Studios wurden von Harry Leupold szenografisch vorbereitet und verwirklicht, so Peter von Guntens Spielfilm Pestalozzis Berg 1988/89 über den wegweisenden Pädagogen und Masahiro Shinodas Spielfilm Die Tänzerin 1988, beruhend auf der Erzählung Die Tanzprinzessin (舞姫 Maihime, 1890) des japanischen Schriftstellers Mori Ōgai.
Harry Leupolds Arbeitsspektrum war weit gefächert und reichte von Science-Fiction-Filmen Der 12. Mann über historische Filme Mohr und die Raben von London, Kinder- und Jugendfilmen Sieben Sommersprossen, Insel der Schwäne bis zu dokumentarischen Fernsehfilmen mit fiktiven Szenen Berlin Unter den Linden. Seine Vorliebe galt den in Berlin und Umgebung realisierten Gegenwartsfilmen, wie beispielsweise Das Versteck oder Bis dass der Tod euch scheidet. Seinen künstlerischen Idealen, die für ihn im poetisch-didaktischen Anspruch eines Bertolt Brecht, der veristischen Bildsprache und des italienischen Neorealismus (z. B. Fahrraddiebe von Vittorio De Sica oder La Strada – Das Lied der Straße von Federico Fellini) und dem Duktus seines Mentors Heinrich Kilger lagen, blieb er über die Jahrzehnte treu.

## Filmografie

### Kinofilme
| - 1966/90: Jahrgang 45, Regie Jürgen Böttcher - 1967: Wir lassen uns scheiden, Regie Ingrid Reschke - 1968: Mohr und die Raben von London, Regie Helmut Dziuba - 1970: Wir kaufen eine Feuerwehr, Regie Hans Kratzert - 1972: Die Legende von Paul und Paula, Regie Heiner Carow - 1975: Nelken in Aspik, Regie Günter Reisch - 1976: Das Versteck, Regie Frank Beyer - 1977: Sieben Sommersprossen, Regie Herrmann Zschoche - 1977: Der Reichstagsbrand, Regie Giuliano Montaldo Koproduktion FILMALPHA S.p.A.,Roma (nicht realisiert) - 1979: Bis daß der Tod euch scheidet, Regie Heiner Carow - 1979: Lachtauben weinen nicht, Regie Ralf Kirsten - 1980: Dach überm Kopf, Regie Ulrich Thein - 1980: Als Unku Edes Freundin war, Regie Helmut Dziuba - 1980: Nicki, Regie Gunther Scholz - 1981: Romanze mit Amélie, Regie Ulrich Thein - 1982: Insel der Schwäne, Regie Herrmann Zschoche - 1983: Verzeihung, sehen Sie Fußball?, Regie Gunther Scholz - 1983: Die ewigen Gefühle, Regie Peter Beauvais Koproduktion Allianz Film Produktion, Berlin - 1986: Hilde, das Dienstmädchen, Regie Günther Rücker - 1986: Ab heute erwachsen, Regie Gunther Scholz - 1989: Pestalozzis Berg, Regie Peter von Gunten, Koproduktion Praesens Film AG (Zürich); Stella-Film GmbH (München); Ellepi Films S.r.I. - 1989: Die Tänzerin, Regie Masahiro Shinoda, Harald Ace Inc. (Tokio), Manfred Durniok, Produktion für Film und Fernsehen (Berlin) - 1990: Die Iden des März, Regie Frank Seitz, Seitz-Produktion München (nicht realisiert) - 1990: Polizeiruf 110: Tod durch elektrischen Strom (TV-Reihe) - 1991: Tanz auf der Kippe, Regie Jürgen Brauer - 1993: Die Lügnerin, Regie Siegfried Kühn |

### Fernsehfilme
- 1970: Berlin Unter den Linden, Regie Annelie und Andrew Thorndike, Deutscher Fernsehfunk
- 1970: Die Regimentstochter, Oper von Donizetti, Koproduktion mit der Mailänder Scala für den Deutschen Fernsehfunk
- 1973: Rotfuchs, Regie Manfred Mosblech, Deutscher Fernsehfunk
- 1992: Die Bertinis, Regie Egon Monk, Buch Ralph Giordano, Produktion: Die Zeit TV GmbH, Objektiv Film GmbH, Studio Hamburg, Realisierung in Babelsberg/Leipzig/Leuna: H. L.

### Bühnenbilder
- 1952 Brecht: Die Gewehre der Frau Carrar, Landesschauspiel Sachsen
- 1956 Wiede/Hacks: Das Untier von Samarkand, Theater der Freundschaft, Berlin
- 1957 Die Schneekönigin, Jewgenij Schwarz / Regie L. Friedrich, Theater der Freundschaft, Berlin

#### Theater der Stadt Brandenburg
- 1958 Bauer/Kawan/Weindich: Sensation in London
- 1960 Schiller: Die Verschwörung des Fiesco zu Genua, Regie Karl Gassauer
- 1960 Katajew: Avantgarde
- 1960/61 Hauptmann: Der rote Hahn Regie Kurt Veth
- 1961/62 Rehfisch: Oberst Chabert
- 1962/63 Fernau: Der Frühling in Florenz
- 1962/63 Brecht: Der gute Mensch von Sezuan, Regie Karl Gassauer
- 1965/66 Schiller: Die Räuber, Regie Karl Gassauer
- 1966 Kleist: Der zerbrochene Krug

#### Staatstheater Schwerin
- 1964 Smetana: Die verkaufte Braut
- 1964 Goethe: Iphigenie auf Tauris
- 1964/65 Schiller: Don Carlos
- 1965 Mozart: Die Hochzeit des Figaro
- 1965/66 Seeger: Unter dem Wind der Jahre

## Ausstellungen
- 1977/82 Beteiligung an der VIII. und IX. Kunstausstellung der DDR, Dresden 1981/86 Bild und Szene, Ausstellungszentrum Berliner Fernsehturm
- 2008 Personalausstellung „Hinter den Kulissen, Harry Leupold – Bühnen- und Szenenbilder 1952–1992“, Kino Babylon, Berlin-Mitte und 2009 Uckermärkische Bühnen Schwedt

## Sammlung
- Filmmuseum Potsdam